# Ken Jäger
Ken Jäger (* 30. Mai 1998 in Davos) ist ein Schweizer Eishockeyspieler, der seit Juli 2020 beim Lausanne HC aus der National League unter Vertrag steht und dort auf der Position des Centers spielt.

## Karriere
Jäger durchlief die Nachwuchsstufen beim HC Davos, besuchte das Davoser Sport-Gymnasium, schaffte im Altersbereich U16 erstmals den Sprung in die Schweizer Juniorennationalmannschaft und feierte während der Saison 2016/17 seinen Einstand in der NLA-Mannschaft des HCD.
Im Sommer 2018 wechselte der Stürmer zu Rögle BK in die Svenska Hockeyligan (SHL), im November 2018 wurde der Vertrag aufgelöst und Jäger ging zum schwedischen Zweitligisten Västerviks IK. Seit Juli 2020 steht Jäger beim Lausanne HC in der National League unter Vertrag, deren Mannschaftskapitän er seit Beginn der Saison 2024/25 ist.

### International
Mit der Schweizer U20-Nationalmannschaft nahm Jäger an der U20-Junioren-Weltmeisterschaft 2018 teil, die die Eidgenossen auf dem achten Rang beendeten. Bei der Weltmeisterschaft 2024 gehörte der Stürmer erstmals zum Kader der A-Nationalmannschaft, die mit dem Gewinn der Silbermedaille einen der grössten Erfolge der Schweizer Eishockey-Geschichte feierte. Im folgenden Jahr wiederholte Jäger den Erfolg mit den Eidgenossen.

## Erfolge und Auszeichnungen
- 2024 Schweizer Vizemeister mit dem Lausanne HC
- 2025 Schweizer Vizemeister mit dem Lausanne HC

### International
- 2024 Silbermedaille bei der Weltmeisterschaft
- 2025 Silbermedaille bei der Weltmeisterschaft

## Karrierestatistik
Stand: Ende der Saison 2024/25

### International
Vertrat die Schweiz bei:
- U20-Junioren-Weltmeisterschaft 2018
- Weltmeisterschaft 2024
- Weltmeisterschaft 2025

(Legende zur Spielerstatistik: Sp oder GP = absolvierte Spiele; T oder G = erzielte Tore; V oder A = erzielte Assists; Pkt oder Pts = erzielte Scorerpunkte; SM oder PIM = erhaltene Strafminuten; +/− = Plus/Minus-Bilanz; PP = erzielte Überzahltore; SH = erzielte Unterzahltore; GW = erzielte Siegtore; 1 Play-downs/Relegation; Kursiv: Statistik nicht vollständig)